# Eigentliche Nattern
Die Eigentlichen Nattern oder Land- und Baumnattern (Colubrinae) sind eine Unterfamilie der Nattern (Colubridae). Sie weisen vielfältig gestaltete Lendenwirbel auf, die im Gegensatz zu denen der Natricinae aber nie Hypapophysen (ventrale Fortsätze des Wirbelkörpers) aufweisen. Im Gegensatz zu den Dipsadinae  weisen sie keine flachen Wirbelbögen  zusammen mit einem breiten abwärts gerichteten Kiel auf. Die Eigentlichen Nattern sind die größte Unterfamilie der Nattern, die genaue Zahl der ihnen zugerechneten Gattungen variiert dabei abhängig von der zu Grunde liegenden Systematik. Unter die Colubrinae fallen auch bekannte Schlangengattungen wie die Zornnattern, die Afrikanischen Eierschlangen oder die Königsnattern.

## Gattungen
Die Gattungen der Colubrinae nach The Reptile Database:
- Aeluroglena Boulenger, 1898
- Aprosdoketophis Wallach, Lanza & Nistri, 2010
- Argyrogena Werner, 1924
- Arizonanatter (Arizona Kennicott, 1859)
- Bamanophis Schätti & Trape, 2008

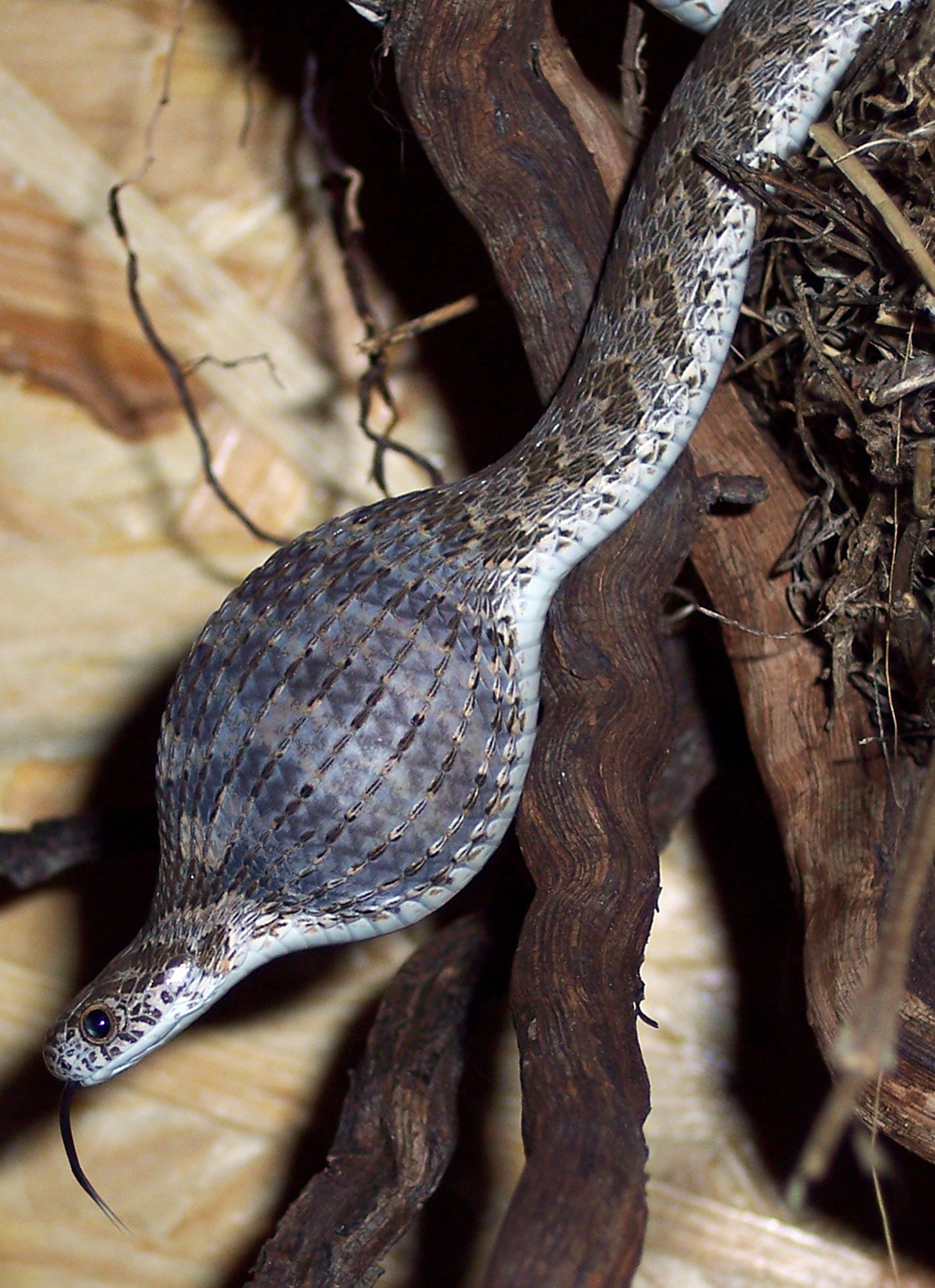
Gewöhnliche Eierschlange (Dasypeltis scabra)

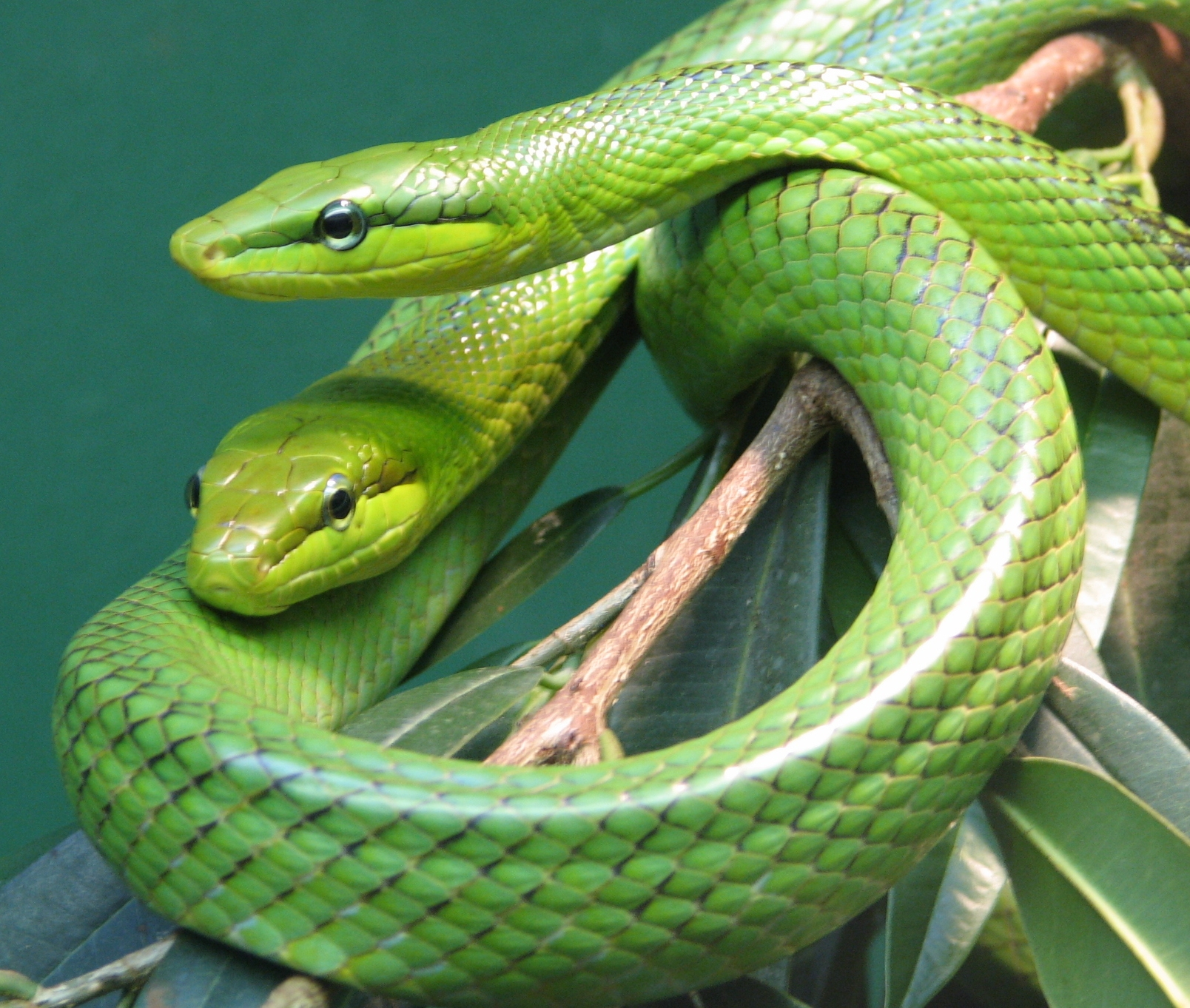
Spitzkopfnatter (Gonyosoma oxycephalum)

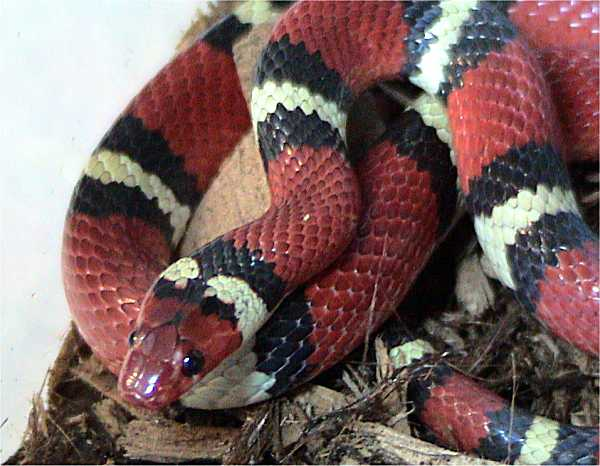
Rote Königsnatter (Lampropeltis elapsoides)

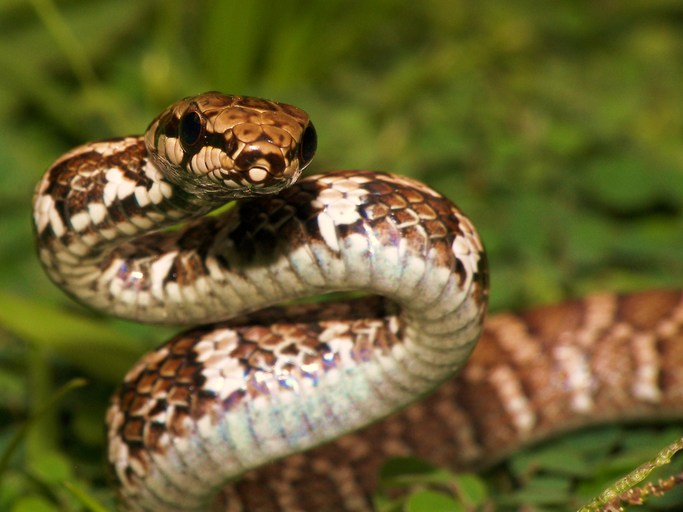
Mastigodryas boddaerti

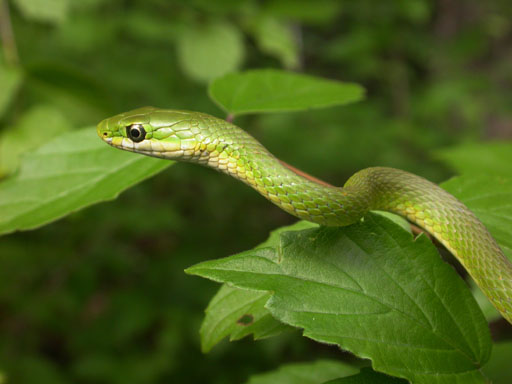
Opheodrys aestivus

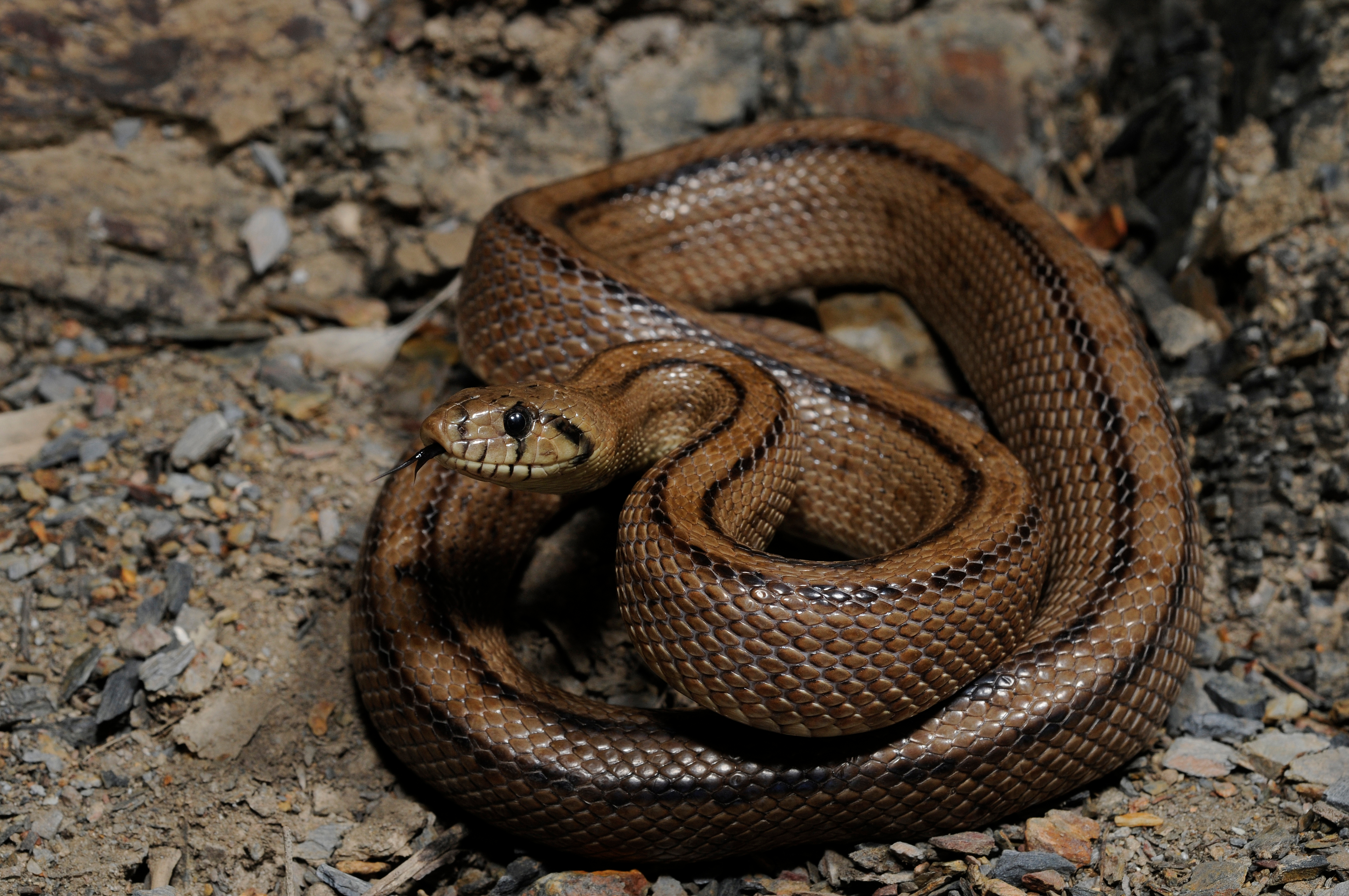
Treppennatter (Rhinechis scalaris)

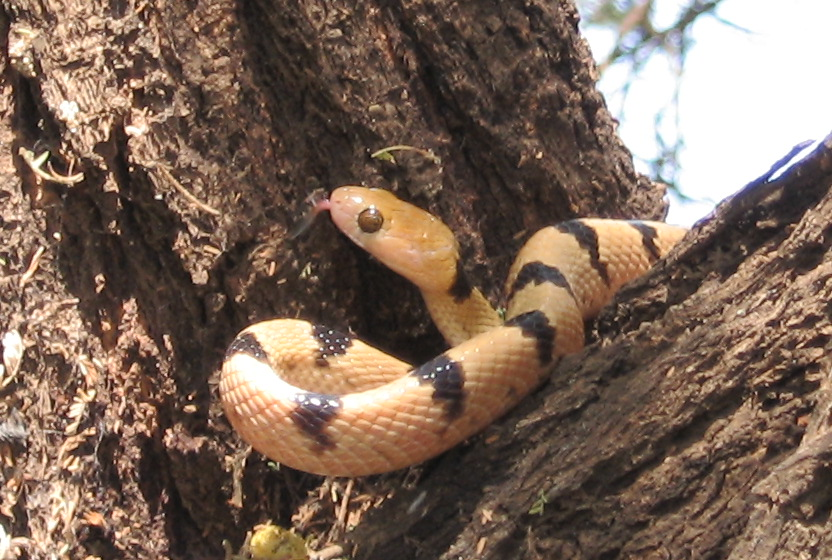
Telescopus semiannulatus

- Nordamerikanische Rattennattern (Bogertophis Dowling & Price, 1988)
- Nachtbaumnattern (Boiga Fitzinger, 1826)
- Scharlachnatter (Cemophora Cope, 1860)
- Chapinophis Campbell & Smith, 1998
- Chilomeniscus Cope, 1860
- Chionactis Cope, 1860, z. B. Westliche Schaufelnasen-Wühlnatter (C. occipitalis)
- Chironius Fitzinger, 1826, z. B. Chironius laurenti
- Coelognathus Fitzinger, 1843
- Zornnattern (Coluber Linnaeus, 1758)
- Colubroelaps Orlov, Kharin, Ananjeva, Thien Tao & Quang Truong, 2009
- Conopsis Günther, 1858
- Glattnattern (Coronella Laurenti, 1768)
- Crotaphopeltis Fitzinger, 1843
- Cyclophiops Boulenger, 1888
- Afrikanische Eierschlangen (Dasypeltis Wagler, 1830)
- Dendrophidion Fitzinger, 1843
- Dinodon Duméril, 1853
- Dipsadoboa Günther, 1858
- Boomslang (Dispholidus Fitzsimons & Brain, 1958)
- Dolichophis Gistel, 1868, z. B. Pfeilnatter (D. jugularis)
- Drymarchon Fitzinger, 1843
- Rennnattern (Drymobius Fitzinger, 1843)
- Drymoluber Amaral, 1929
- Dryocalamus Günther, 1858
- Zwergnattern (Eirenis Jan, 1862), z. B. Kopfbinden-Zwergnatter (E. modestus)
- Indische Eierschlange (Elachistodon Reinhardt, 1863)
- Elaphe Fitzinger in Wagler, 1833, z. B. Vierstreifennatter (E. quatuorlineata) und Fleckennatter (E. sauromates)
- Euprepiophis Fitzinger, 1843
- Ficimia Gray, 1849
- Geagras Cope, 1876
- Gonyophis Boulenger, 1891
- Gonyosoma Wagler, 1828, z. B. Spitzkopfnatter (G. oxycephalum)
- Gyalopion Cope, 1860
- Hapsidophrys Fischer, 1856
- Hemerophis Schätti & Utiger, 2001
- Hemorrhois Boie, 1826, z. B. Hufeisennatter (H. hippocrepis), Münzennatter (H. nummifer) und Ravergiers Zornnatter (Hemorrhois ravergieri)
- Hierophis Fitzinger, 1843
- Königsnattern (Lampropeltis Fitzinger, 1843)
- Leptodrymus Amaral, 1927
- Leptophis Bell, 1825
- Lepturophis Boulenger, 1900
- Limnophis Günther, 1865
- Liopeltis Fitzinger, 1843
- Wolfszahnnattern (Lycodon Fitzinger, 1826)
- Lytorhynchus Peters, 1862
- Macroprotodon Guichenot, 1850
- Maculophis Burbrink & Lawson, 2007
- Mastigodryas Amaral, 1935
- Meizodon Fischer, 1856
- Mopanveldophis Figueroa, McKelvy, Grismer, Bell & Lailvaux, 2016
- Oligodon Fitzinger, 1826[3]
- Oocatochus Helfenberger, 2001
- Grasnattern (Opheodrys Fitzinger, 1843)
- Oreocryptophis Utiger, Schätti & Helfenberger, 2005
- Orthriophis Utiger et al., 2002
- Oxybelis Wagler, 1830
- Amerikanische Kletternattern (Pantherophis Fitzinger, 1843), z. B. Kornnatter (P. guttatus)
- Philothamnus Smith, 1840, z B. Gefleckte Buschschlange (P. semivariegatus)
- Phyllorhynchus Stejneger, 1890
- Pituophis Holbrook, 1842
- Platyceps Blyth, 1860, z. B. Schlanknatter (P. najadum)
- Pliocercus Cope, 1860
- Psammodynastes Günther, 1858
- Mexikanische Nachtnatter (Pseudelaphe Mertens & Rosenberg, 1943)
- Pseudoficimia Bocourt, 1883
- Pseustes Fitzinger, 1843
- Ptyas Fitzinger, 1843
- Rhadinophis Williams & Wallach, 1989
- Rhamnophis Günther, 1862
- Treppennatter (Rhinechis Fitzinger, 1843)
- Rhinobothryum Wagler, 1830
- Rhinocheilus Baird & Girard, 1853
- Rhynchocalamus Günther , 1864
- Rhynchophis Mocquard, 1897, z. B. Spitznasennatter (Rh. boulengeri)
- Salvadora Baird & Girard, 1853
- Scaphiophis Peters, 1870
- Scolecophis Fitzinger, 1843
- Senticolis Campbell & Howell, 1965
- Sibynophis Fitzinger, 1843
- Simophis Peters, 1860
- Sonora Baird & Girard, 1843
- Spalerosophis Jan, 1865
- Stichophanes Wang, Messenger, Zhao & Zhu, 2014[4]
- Hühnerfresser (Spilotes Wagler, 1830)
- Schiefernattern (Stegonotus Duméril, Bibron & Duméril, 1854)
- Stenorrhina Duméril, 1853
- Symphimus Cope, 1869
- Sympholis Cope, 1861
- Tantilla Baird & Girard, 1853
- Tantillita Smith, 1941
- Telescopus Wagler, 1830, z. B. Israelische Katzennatter (Telescopus dhara)
- Thelotornis Laurenti, 1768
- Thrasops Hallowell, 1857
- Toxicodryas Hallowell, 1857
- Trimorphodon Cope, 1861
- Xenelaphis Günther, 1864
- Xyelodontophis Broadley & Wallach, 2002
- Zamenis Wagler, 1830, z. B. Äskulapnatter (Z. longissimus)

## Nachweise
1. ↑  J. Alan Holman: Reptiles of the Egelhoff local fauna (Upper Miocene) of Nebraska. In: Contributions from the museum of paleontology. Band 24, Nr. 12, 1973, S. 125–134 (englisch, Volltext [PDF; 575 kB]).
2. ↑  Colubrinae In: The Reptile Database
3. ↑  Bzgl. Oligodon fasciolatus siehe auch Duttaphrynus melanostictus (Schwarznarbenkröte) zu:
  - H. Bringsøe et al.: Eviscerated alive: Novel and macabre feeding strategy in Oligodon fasciolatus (Günther, 1864) eating organs of Duttaphrynus melanostictus (Schneider, 1799) in Thailand, in: Herpetozoa, 11. September 2020, doi:10.3897/herpetozoa.33.e57096.
  - Erin Garcia de Jesus: This snake rips a hole in living toads’ stomachs to feast on their organs, auf: ScienceNews, 2. Oktober 2020 (englisch)
4. ↑  Xiaohe Wang, Kevin Messenger, Ermi Zhao, Chaodong Zhu:  Reclassification of Oligodon ningshaanensis Yuan, 1983 (Ophidia: Colubridae) into a New Genus, Stichophanes gen. nov. with Description on Its Malacophagous Behavior. (Memento vom 6. Oktober 2014 im Internet Archive) In: Asian Herpetological Research. Band 5, Nr. 3, 2014, S. 137–149. Aufgerufen am 4. Oktober 2020.